# Epilobium conspersum
Epilobium conspersum är en dunörtsväxtart som beskrevs av Heinrich Carl Haussknecht. Epilobium conspersum ingår i släktet dunörter, och familjen dunörtsväxter. Inga underarter finns listade i Catalogue of Life.